# Coiba-Brüllaffe
Der Coiba-Brüllaffe (Alouatta palliata coibensis) ist eine Unterart des Mantelbrüllaffen, der auf der Insel Coiba südlich von Panama vorkommt.
Coiba-Brüllaffen ähneln den Mantelbrüllaffen, sie sind jedoch kleiner als diese. Sie haben ein dunkleres Fell als die Unterart auf dem Festland (A. p. trabeata), die braun gefärbt ist. An den Flanken haben sie wie die Mantelbrüllaffen rotgoldene, fransenähnliche Haare.
Über die Lebensweise dieser Tiere ist kaum etwas bekannt, vermutlich stimmt sie mit der der anderen Brüllaffen überein. Demzufolge leben sie in Gruppen aus mehreren Männchen und Weibchen und ernähren sich von Blättern und anderen Pflanzenteilen.
Der Coiba-Brüllaffen wurde zeitweise als eigene Art geführt. Im Handbook of the Mammals of the World und bei der IUCN wird er aber als Unterart des Mantelbrüllaffen geführt. Sie listet A. c. coibensis als gefährdet (vulnerable), da die Insel Coiba zwar nur 460 km² umfasst, aber geschützt ist. Die im südwestlichen Panama vorkommende Unterart A. p. trabeata gilt hingegen aufgrund der Zerstörung des Lebensraums als vom Aussterben bedroht (critically endangered).